# Бровінський Андрій Анатолійович
Андрі́й Анато́лійович Брові́нський (нар. 6 січня 1974 — пом. 2 липня 2014) — солдат Збройних сил України, учасник російсько-української війни.

## Життєпис
Народився 1974 року в місті Картали (Челябінська область). Батько — офіцер, служив у Військово-повітряних силах ЗС СРСР. Родина Андрія переїхала до України з військового містечка в Росії 1987 року.
Весною 2014 року братів призвали на військову службу за мобілізацією. Кулеметник, 9-й батальйон територіальної оборони. Батькам брати не казали, що воюють — казали, що в Бердичеві.
2 липня 2014-го під час мінометного обстрілу блокпоста біля села Самійлове Новоазовського району закрив собою брата, Олександр відбувся тяжкою контузією. Окрім Олександра Бровінського, поранено ще троє людей.
Без Андрія лишилися батьки, два брати, дружина, двоє дітей (з них донька 2010 р.н.).
Похований у місті Могилів-Подільський.
Брат Олександр перейшов на службу за контрактом, Сергій займається волонтерством.

## Нагороди та вшанування
- 14 березня 2015 року — за особисту мужність і героїзм, виявлені у захисті державного суверенітету та територіальної цілісності України, вірність військовій присязі під час російсько-української війни, відзначений — нагороджений орденом «За мужність» III ступеня (посмертно)[2].
- Увічнений на Меморіалі пам'яті героїв АТО, відкритому 24 серпня 2016 року в Могилеві-Подільському — біля входу до міського парку.